# Jochen Brockmann
Pour l’article homonyme, voir Brockmann.
Jochen Brockmann (né le 14 septembre 1919 à Sternberg, mort le 27 juin 1990 à Horn) est un acteur allemand.

## Biographie
Brockmann est élève du Conservatoire du Théâtre Allemand de 1938 à 1939 et fait ses débuts au Burgtheater de Vienne en 1940, dont il est membre de l'ensemble jusqu'en 1949.
En 1949-1950, il se produit sur les scènes de la ville de Bonn et, en 1958, il reçoit un engagement au Deutsches Schauspielhaus de Hambourg, où il travaille jusqu'en 1958. Il donne également des représentations au Theater am Kurfürstendamm, au Theater am Schiffbauerdamm et à la Volksbühne Berlin. À partir de 1958, il travaille au Theater in der Josefstadt et donne également des performances invitées sur d'autres scènes, notamment de 1964 à 1968 au Festival de Salzbourg, où il incarne Mammon. Brockmann joue principalement dans des rôles de théâtre classique.
Au cinéma, Brockmann se fait remarquer pour la première fois en 1955 lorsqu'il joue le communiste bulgare Georgi Dimitrov lors du procès de l'incendie du Reichstag dans le film DEFA Der Teufelskreis. L'acteur massif incarne ensuite des personnages principalement louches et avides de pouvoir comme le prince Padhu dans les deux parties de Fritz Lang Le Tigre du Bengale/Le Tombeau hindou. Dans son dernier long métrage Müllers Büro, il joue le sournois chef de gang Kant, qui meurt de mort naturelle après avoir éliminé tous ses adversaires.

## Filmographie
- 1949 : Liebling der Welt (de)
- 1956 : Der Teufelskreis (de)
- 1956 : Zwischenfall in Benderath (de)
- 1956 : Lied über dem Tal (inachevé)
- 1957 : Au revoir Franziska
- 1957 : Les Frénétiques
- 1958 : Tatort Berlin (de)
- 1958 : Der Mann im Strom
- 1959 : Le Tigre du Bengale
- 1959 : Le Tombeau hindou
- 1959 : La Grenouille attaque Scotland Yard
- 1959 : Der Patriot (TV)
- 1960 : Mit 17 weint man nicht (de)
- 1960 : L'Énigme de l'araignée verte (de)
- 1961 : Le Dernier Passage
- 1961 : Anfrage (TV)
- 1962 : Alle meine Söhne (TV)
- 1962 : Der rote Rausch
- 1962 : Der Mann des Tages (TV)
- 1962 : Die große Szene (TV)
- 1963 : Die Frau des Bäckers (TV)
- 1963 : Mario (série télévisée, 2 épisodes)
- 1963 : Ein Dorf ohne Männer (TV)
- 1963 : Das Kriminalmuseum: Zahlencode N (série télévisée)
- 1964 : Ein Frauenarzt klagt an (de)
- 1964 : Paul, der Jugendfreund (TV)
- 1964 : Le Défi du Maltais
- 1964 : Pamela (TV)
- 1964 : Bürger Schippel (TV)
- 1965 : Tarellkins Tod (TV)
- 1966 : Hafenpolizei: Aufgelaufen (série télévisée)
- 1966 : Ein Tag in Paris (TV)
- 1966 : Alibi für James (TV)
- 1966 : Zehn Prozent (TV)
- 1967 : Les Trois Fantastiques Supermen
- 1967 : Brückenallee Nr. 3 (TV)
- 1967 : Lösegeld für Mylady (TV)
- 1968 : Madame Bovary (TV)
- 1968 : Was ihr wollt (TV)
- 1969 : Dynamit (TV)
- 1970 : Rebell in der Soutane (TV)
- 1970 : Das Mädchen meiner Träume (TV)
- 1970 : Herr im Haus bin ich (TV)
- 1970 : Frühstück im Büro (TV)
- 1970 : Der schwarze Graf (téléfilm)
- 1971 : Et Jimmy alla vers l'arc-en-ciel
- 1971 : Wenn der Vater mit dem Sohne (série télévisée, un épisode)
- 1971 : Wenn mein Schätzchen auf die Pauke haut (de)
- 1972 : Weh dem, der lügt (TV)
- 1974 : Fräulein Else (TV)
- 1974 : Hallo – Hotel Sacher … Portier! (série télévisée, deux épisodes)
- 1975 : Am Wege (TV)
- 1976 : Der selige Herr aus dem Parlament
- 1978 : Lady Dracula
- 1978 : Le Renard : L'Héritage de Marholm (série télévisée)
- 1979 : Ein Kapitel für sich (TV)
- 1979 : Kasimir und Karoline (TV)
- 1980 : Zwerg Nase (TV)
- 1981 : Dorf ohne Männer (TV)
- 1982 : Die Geschichte einer Vielgeliebten (TV)
- 1982 : Goethe's Hermann und Dorothea (TV)
- 1986 : Müllers Büro (de)
- 1988 : Wiener Walzer (TV)